# Mohsen Yeganeh
Mohsen Yeganeh (Teheran, 13 maggio 1985) è un cantante e compositore iraniano.
Mohsen Yeganeh è nato a Gonbad-e Kavus da genitori etnici persiani e ha due sorelle più grandi e un fratello minore. Era uno studente di rinuncia di ingegneria industriale. Suo padre è morto nella guerra Iran-Iraq e sua madre è un professore universitario. Attualmente vive a Teheran.

## Discografia

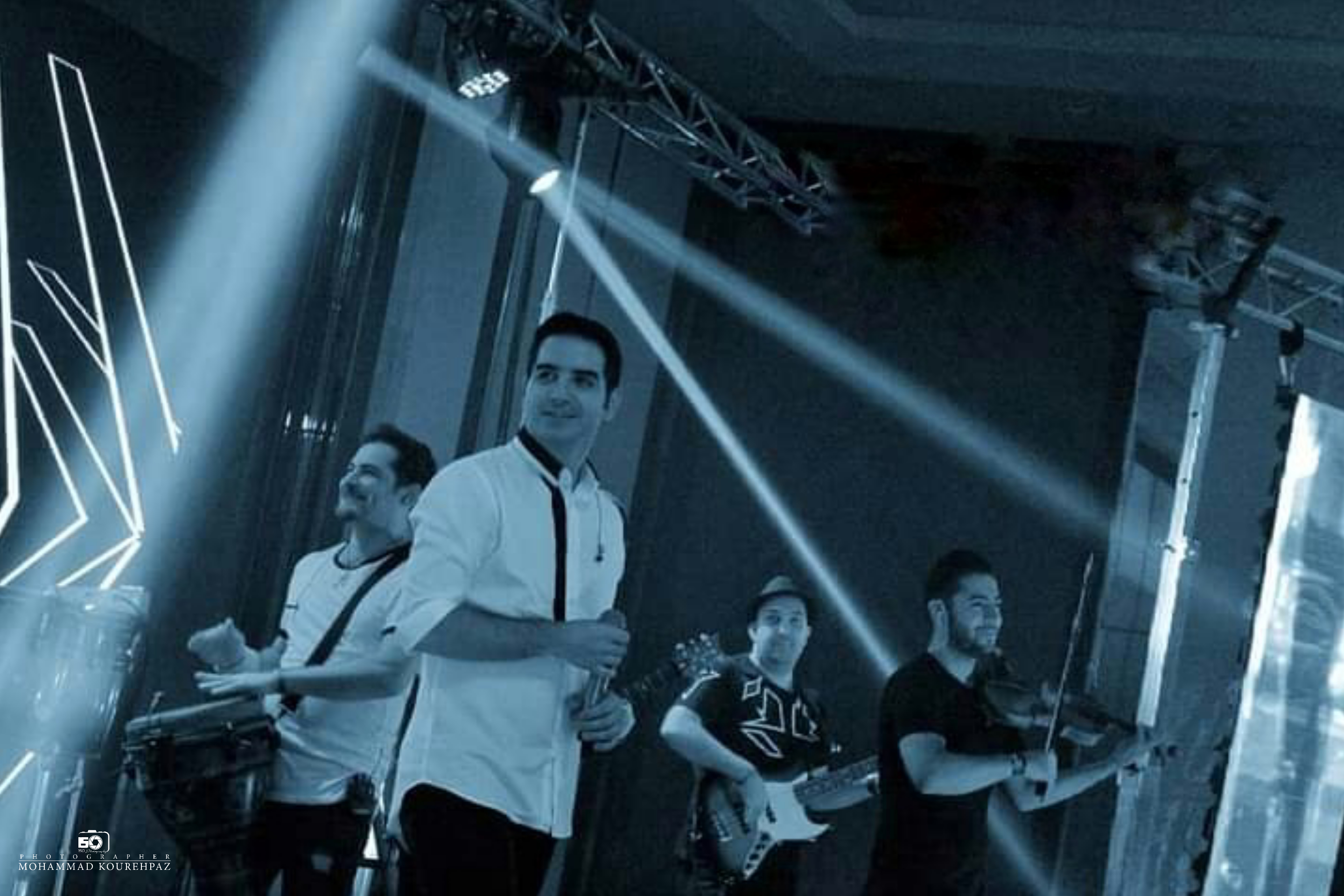
Mohsen yeganeh live in consert 2018

| Vaghti Rafti (unofficial, released 2006) | Vaghti Rafti (unofficial, released 2006) | Vaghti Rafti (unofficial, released 2006) | Vaghti Rafti (unofficial, released 2006) | Vaghti Rafti (unofficial, released 2006) |
| No.                                      | English                                  | Persian                                  | Pinglish                                 | Feat.                                    |
| ---------------------------------------- | ---------------------------------------- | ---------------------------------------- | ---------------------------------------- | ---------------------------------------- |
| 1                                        | My Roving                                | غربت من‎                                  | Ghorbateh Man                            |                                          |
| 2                                        | When You Aren't Here                     | وقتی نیستی‎                               | Vaghti Nisti                             |                                          |
| 3                                        | When You Left                            | وقتی رفتی‎                                | Vaghti Rafti                             |                                          |
| 4                                        | Curse                                    | نفرین‎                                    | Nefrin                                   |                                          |
| 5                                        | Still                                    | هنوز‎                                     | Hanooz                                   |                                          |
| 6                                        | Which Luck                               | کدوم شانس‎                                | Kodoom Shans                             |                                          |
| 7                                        | What Should I Say                        | چی بگم‎                                   | Chi Begam                                |                                          |
| 8                                        | Friday                                   | جمعه‎                                     | Jom'eh                                   |                                          |
| Sale Kabiseh (unofficial, released 2007) |                                          |                                          |                                          |                                          |
| No.                                      | English                                  | Persian                                  | Pinglish                                 | Feat.                                    |
| 1                                        | Leap Year                                | سال کبیسه‎                                | Saleh Kabiseh                            |                                          |
| 2                                        | Imagination                              | خیال‎                                     | Khial                                    |                                          |
| 3                                        | Don't Break My Heart                     | نشکن دلمو‎                                | Nashkan Delamo                           | Mohsen Chavoshi                          |
| 4                                        | Hey! You Don't Know?                     | آهای خبر نداری‎                           | Ahai Khabar Nadari                       |                                          |
| 5                                        | Go Go                                    | برو برو‎                                  | Boro Boro                                |                                          |
| 6                                        | Fate                                     | سرنوشت‎                                   | Sarnevesht                               | Mohsen Chavoshi                          |
| 7                                        | Go Go 2                                  | برو برو ۲‎                                | Boro Boro 2                              |                                          |
| Tahe Khat (unofficial, released 2008)    |                                          |                                          |                                          |                                          |
| No.                                      | English                                  | Persian                                  | Pinglish                                 | Feat.                                    |
| 1                                        | Firebrand                                | آتیش پاره‎                                | Atish Pareh                              |                                          |
| 2                                        | Curse                                    | نفرین‎                                    | Nefrin (Remix)                           |                                          |
| 3                                        | Still (Guitar Version)                   | هنوز (نسخه گیتار)‎                        | Hanooz (Guitar Version)                  |                                          |
| 4                                        | When You're Not Here                     | وقتی نیستی‎                               | Vaghti Nisti                             |                                          |
| 5                                        | Friday                                   | جمعه‎                                     | Jomeh                                    |                                          |
| 6                                        | Liver Blood                              | خون جگر‎                                  | Khoune Jegar                             |                                          |
| 7                                        |                                          | رو تو کم کن‎                              | Ro To Kam Kon                            |                                          |
| 8                                        | Dust                                     | گرد و غبار‎                               | Gard o Ghobar                            |                                          |
| 9                                        | Gasp                                     | نفس بریده‎                                | Nafas Borideh                            | Farzad Farzin Mohsen Chavoshi            |
| 10                                       | What Should I Say                        | چی بگم‎                                   | Chi Begam                                |                                          |
| 11                                       | Spaces                                   | فاصله‌ها‎                                  | Faasele Ha                               |                                          |
| 12                                       | Still                                    | هنوز‎                                     | Hanooz                                   |                                          |
| 13                                       | Someone Left, Someone Stayed             | یکی رفت یکی موند‎                         | Yeki Raft Yeki Moond                     |                                          |
| 14                                       | Vulture Flock                            | گله كركس‌ها‎                               | Galeye Karkas'ha                         |                                          |
| 15                                       |                                          | تبر نزن‎                                  | Tabar Nazan                              |                                          |
| 16                                       | This Place Is Not For You                | جای تو نیست‎                              | Jaye To Nist                             |                                          |
| 17                                       | My Wet Eyes                              | چشم‌های خیس من‎                            | Cheshmhaye Khise Man                     |                                          |

| Official albums | Official albums     | Official albums |
| No.             | Album               | Release date    |
| --------------- | ------------------- | --------------- |
| 1               | Nafas Haye Bi Hadaf | 2008            |
| 2               | Rage Khab           | 2010            |
| 3               | Hobab               | 2012            |
| 4               | Negah               | 2015            |

| Singles                            | Singles                        | Singles                               |
| English                            | Persian                        | Pinglish                              |
| ---------------------------------- | ------------------------------ | ------------------------------------- |
| Crossing                           | عبور                           | Oboor                                 |
| After you                          | بعد تو                         | Bade to                               |
|                                    | پا به پای تو [نسخه آکوستیک]    |                                       |
|                                    | پا به پای تو [نسخه الکترونیک]  |                                       |
| Dependency                         | وابستگی                        | Vabastegi                             |
| Desert                             | کویر                           | Kavir                                 |
| Whatever You Want                  | هرچی تو بخوای                  | Harchi To Bekhaay                     |
| I Promise You                      | بهت قول میدم                   | Behet Ghol Midam                      |
| You Disappoint Me                  | نا امیدم میکنی                 | Na Omidam Mikoni                      |
| Dedication [Remix : Mehran Abbasi] | [فداکاری [ریمیکس : مهران عبّاسی | Fadakari [Remix By : Mehran Abbasi]   |
| Easter each year                   | عید هر سال                     | Eyde Har Sal                          |
|                                    | باور کنم [ریمیکس : گروه پازل]  | Bavar Konam [Remix : Puzzle Band]     |
| Man                                | مرد                            | Mard                                  |
| Laugh Again                        | بازم بخند                      | Bazam Bekhand                         |
| Me                                 | من                             | Man                                   |
| Sleeping Pills                     | قرصای خواب آور                 | Ghorsaye Khab Avar                    |
| Streets                            | خیابونا                        | Khiyaboona                            |
| I,m Tired                          | خستم                           | Khastam                               |
| Today Is My Birthday               | امروز تولّد منه                 | Emrooz Tavallode Mane                 |
| A Week Before Norouz               | یه هفته به عید                 | Yek Hafte Be Eid                      |
| I Love You [Remix : Puzzle Band]   | دوست دارم [ریمیکس : گروه پازل] | Dooset Daram [Remix By : Puzzle Band] |
|                                    | تقاص                           | Taghas                                |
|                                    | دور خودت نچرخ                  | Dore Khodet Nacharkh                  |
|                                    | [نباشی [ریمیکس : مهران عبّاسی   | Nabashi [Remix : Mehran Abbasi]       |
|                                    | خیلی دلم ازت پره               | Kheili Delam Azat Pore                |
| Silence [Remix : Mehran Abbasi]    | سکوت [ریمیکس : مهران عبّاسی]    | Sokoot [Remix : Mehran Abbasi]        |
| I'm afraid                         | میترسم                         | Mitarsam                              |
|                                    | هراس                           | Haras                                 |
| The Hope I Won't Lose              | امیدی که نمی بازم              | Omidi Ke Nemi Bazam                   |
| Wish                               | کاش                            | Kash                                  |
| Frozen Heart                       | قلب یخی                        | Ghalbe Yakhi                          |
| Lie                                | یالان                          | Yalan                                 |
| Dedication                         | فداکاری                        | Fadakari                              |
| Sky Isn't Always Cloudy            | آسمان همیشه ابری نیست          | Aseman Hamishe Abri Nist              |